# Milly-sur-Bradon
Milly-sur-Bradon ist eine französische Gemeinde mit 148 Einwohnern (Stand: 1. Januar 2022) im Département Meuse in der Region Grand Est (vor 2016: Lothringen). Die Gemeinde gehört zum Arrondissement Verdun und zum Kanton Stenay. Die Einwohner werden Millois genannt.

## Geographie
Milly-sur-Bradon liegt etwa 40 Kilometer nordnordwestlich von Verdun an der Maas (frz. Meuse). Umgeben wird Milly-sur-Bradon mit den Nachbargemeinden Mouzay im Norden, Lion-devant-Dun im Nordosten und Osten, Murvaux im Osten und Südosten, Fontaines-Saint-Clair im Süden, Dun-sur-Meuse im Südwesten und Westen sowie Sassey-sur-Meuse im Westen und Nordwesten.

## Bevölkerungsentwicklung
| Jahr                      | 1962 | 1968 | 1975 | 1982 | 1990 | 1999 | 2006 | 2011 | 2016 |
| Einwohner                 | 214  | 227  | 218  | 180  | 167  | 145  | 167  | 175  | 173  |
| Quelle: Cassini und INSEE |      |      |      |      |      |      |      |      |      |

## Sehenswürdigkeiten

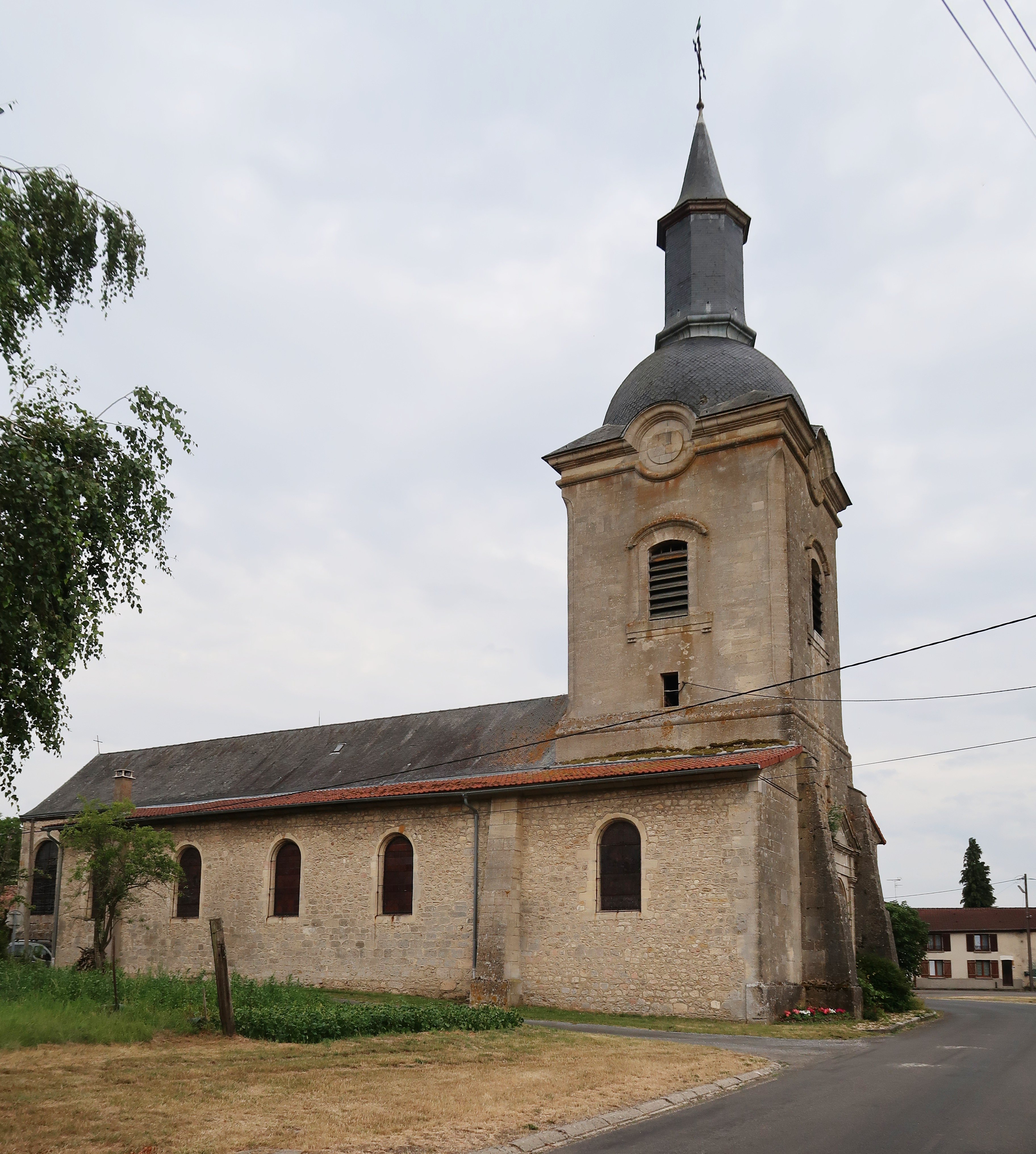
Kirche Saint-Pierre-ès-Liens

- Kirche Saint-Pierre-ès-Liens